# Fulham
Fulham est un quartier de Londres localisé dans le borough de Hammersmith et Fulham, à 3,7 miles (5,9 kilomètres) au sud-ouest de Charing Cross.
Fulham était autrefois le siège du diocèse anglican de Gibraltar à Fulham Palace, anciennement une résidence des évêques de Londres (de nos jours un musée), dont les jardins sont maintenant divisés entre un parc public et un jardin botanique.
Le quartier abrite deux clubs de football de Premier League : Chelsea et Fulham FC. Londres est en tout représentée en première division par sept équipes avec, en plus de celles citées précédemment : Arsenal, West Ham, Tottenham Hotspur, Brentford et Crystal Palace.

## Situation et accès

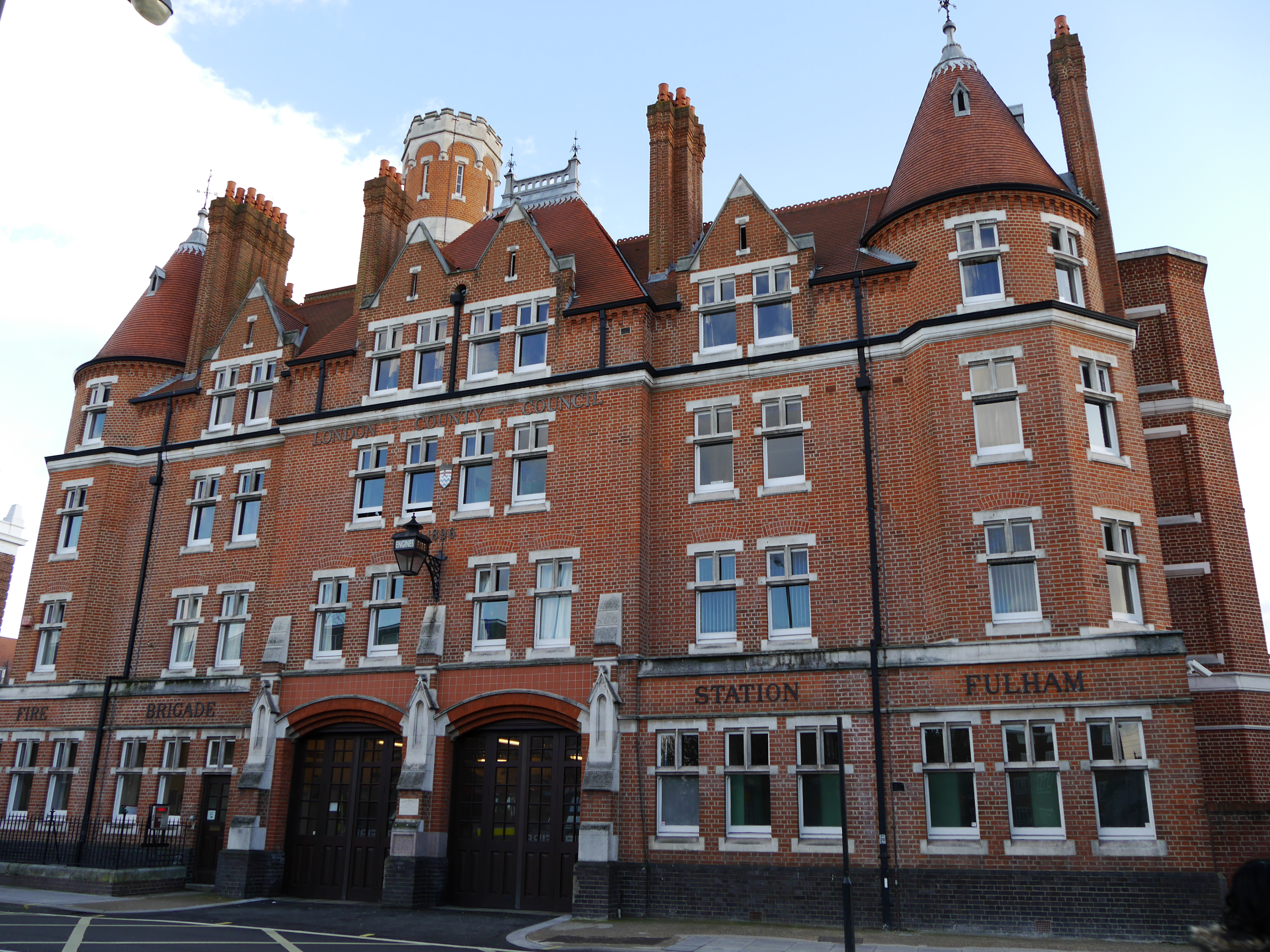
La caserne de pompiers de Fulham, construite en 1894-95.

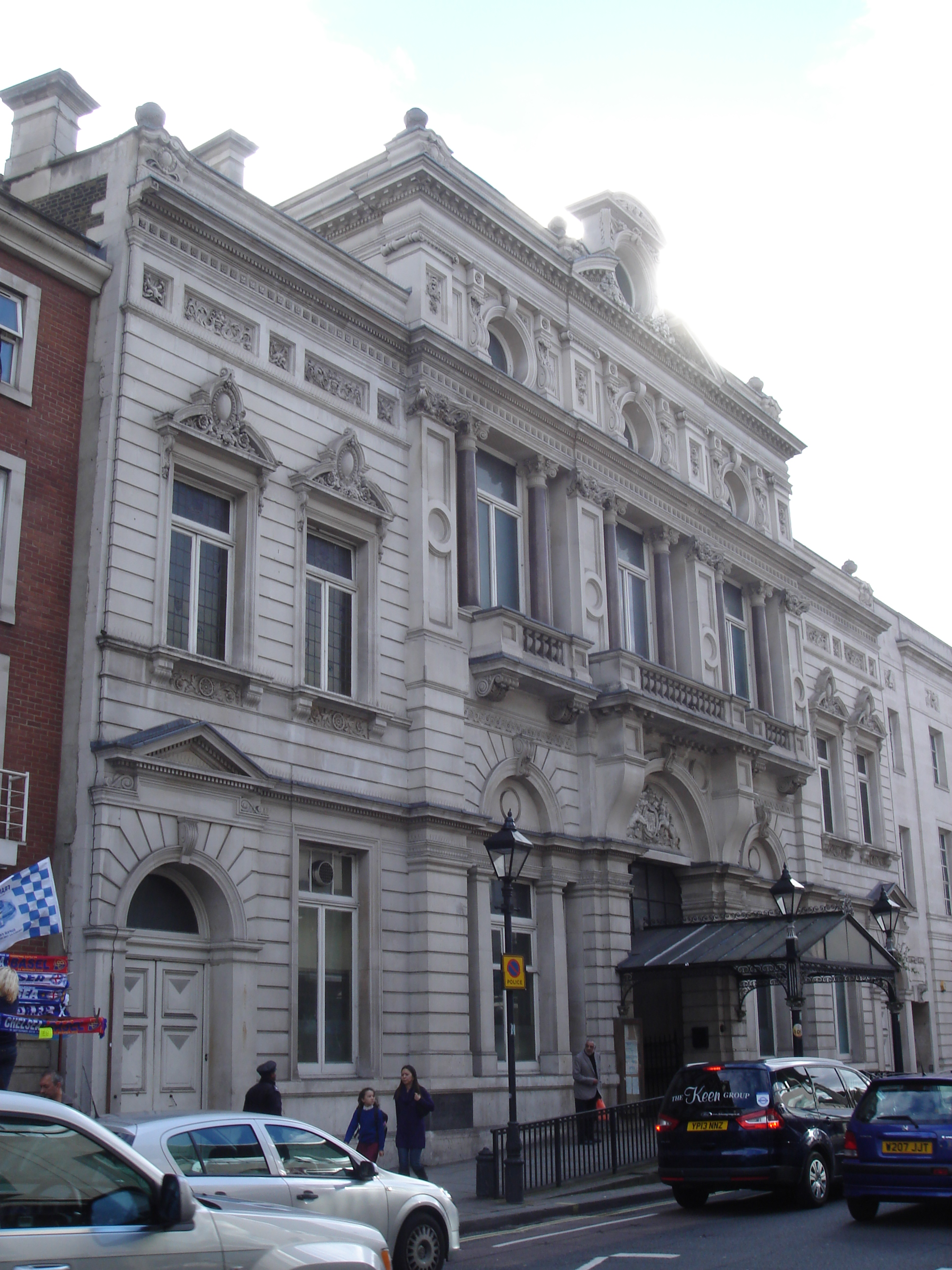
Mairie de Fulham.

Fulham se niche dans une boucle de la Tamise entre Barnes et Battersea, en face de Putney et immédiatement à l'ouest du borough aristocratique et grand-bourgeois de Kensington & Chelsea. Le quartier est connecté à la ligne de métro District Line, direction Wimbledon. Fulham est ainsi desservi par les gares : Putney Bridge, Parsons Green, Fulham Broadway et West Brompton. Le quartier est majoritairement peuplé de jeunes actifs, de personnes issues de la classe moyenne-supérieure et supérieure, et de personnes âgées. Cela est en partie dû à son allure de banlieue tranquille et à la facilité avec laquelle les résidents peuvent s'échapper de Londres par la route principale A4. 
La répartition socio-géographique du quartier n'est pas homogène. L'ouest abrite encore des zones d'habitation moyennes voire modestes et quelques friches industrielles tandis que l'est, limitrophe du Royal Borough de Kensington et Chelsea a subi un effet de gentrification très accéléré durant les vingt dernières années. Il est désormais l'un des lieux les plus chers de l'agglomération londonienne. Il loge notamment la haute bourgeoisie liée aux activités financières internationales de la ville de Londres, ainsi que la diplomatie internationale et de nombreux professionnels expatriés, notamment français. Parfois surnommé "Little France", Fulham est ainsi le borough britannique comptant la plus forte proportion de résidents ayant la nationalité française et travaillant essentiellement dans l'industrie bancaire et financière. 
Putney Bridge est le pont principal qui connecte Fulham avec Putney, sur l'autre rive de la Tamise. Par ailleurs, Wandsworth Bridge relie Fulham au borough de Wandsworth. Il existe aussi un pont ferroviaire à Fulham, un de deux sur la Tamise qui port une ligne du métro de Londres (l'autre est à Kew).

## Origine du nom
Il existe une histoire peu connue sur la façon dont Fulham et Putney ont obtenu leurs noms respectifs.
Il y a très longtemps, longtemps avant que le Putney Bridge (ou son prédécesseur le Fulham Bridge) ait enjambé la Tamise, il y avait deux sœurs géantes qui ont voulu construire une église de chaque côté du fleuve. Le problème était qu'elles avaient seulement un marteau  pour couper et façonner la pierre pour faire des briques. Mais c'étaient des sœurs géantes ! Et ainsi, toutes les fois que la sœur géante du côté nord du fleuve voulait le marteau, elle criait full home, ainsi Fulham a obtenu son nom ; et l'autre sœur jetait le marteau à travers le fleuve, et la sœur géante de l'autre côté du fleuve, quand elle voulait à nouveau le marteau, criait put nigh ainsi Putney a obtenu son nom, et la sœur géante du côté de Fulham du fleuve jetait le marteau vers elle.
Plus vraisemblablement, Fulham tient son nom du terme anglo-saxon foulenham, décrivant la nature des berges de la Tamise qui, à cette époque-là, étaient boueuses.

## Culture et divertissement

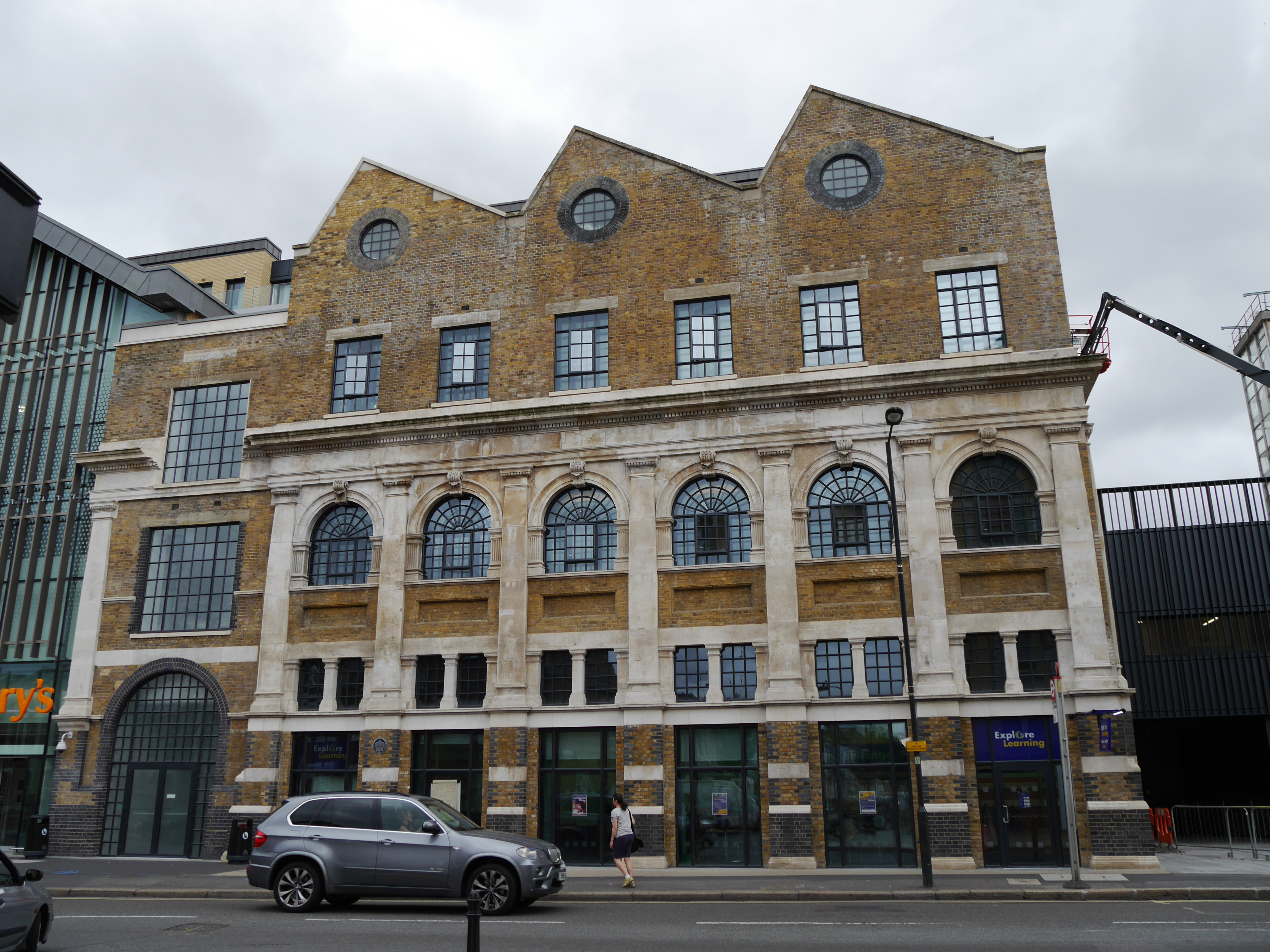
L'ancienne brasserie Kops.

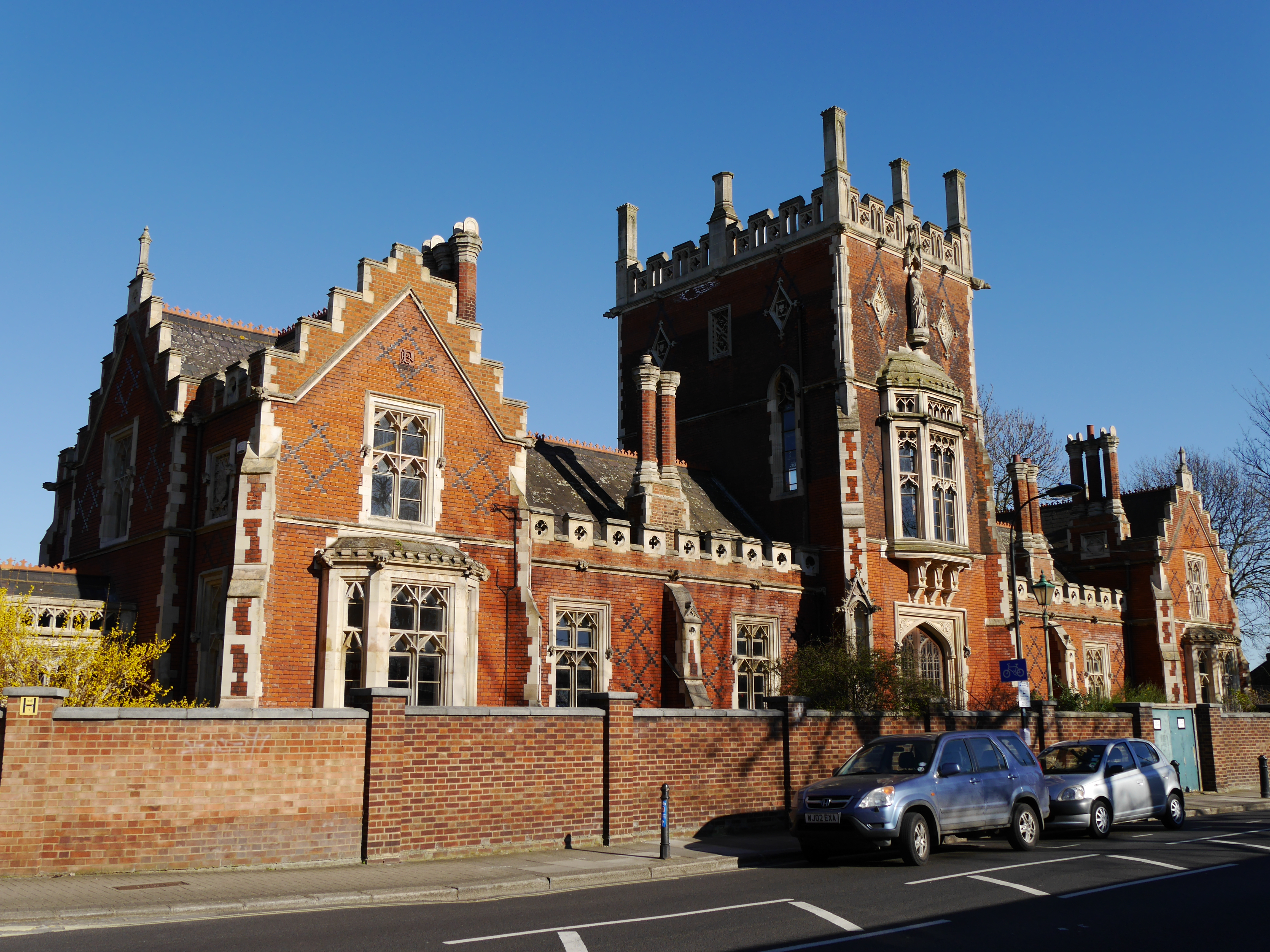
Le Castle Club.

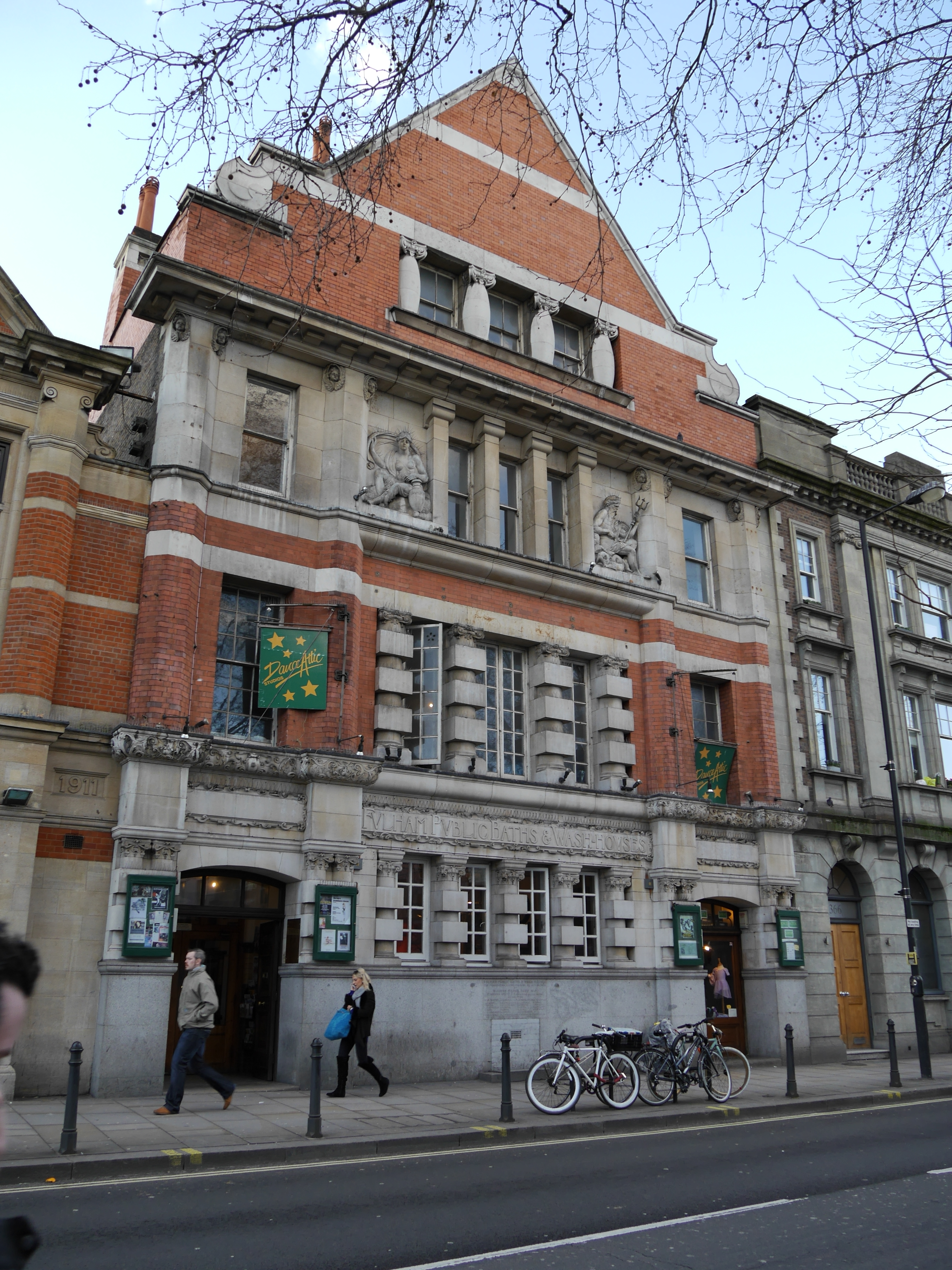
Fulham Baths.

Les endroits de divertissement principaux à Fulham sont les stades des deux clubs du football de Premier League
On trouve à Fulham plusieurs salles d'expositions ou de concerts : l'Earls Court Exhibition Centre est construit sur la frontière avec le borough de Chelsea et Kensington ; et l'Olympia est située sur Hammersmith Road.
Il y a aussi un complexe de cinéma faisant partie du Fulham Broadway Centre. Le restaurant The River Café se trouve à Fulham, à côté du QG du baron Rogers de Riverside, l'architecte.
Le quartier possède un grand nombre de pubs amenant une population de plus en plus homogénéisée. Les pubs traditionnels de Fulham incluent le Pear Tree dans Margravine Road, le Wilton dans Dawes Road, le Eight Bells dans Fulham High Street et le Seven Stars, et le Elm dans North End Road. Plus populaires auprès des jeunes cadres, on y trouve des pubs comme le Crabtree au Rainville Road, le Durrell au Fulham Road, le Mitre au Bishop's Road et le célèbre White Horse qui se trouve à Parson's Green.
Fulham a également quelques parcs et des espaces ouverts dont Bishops Park, Fulham Palace Gardens, Hurlingham Park, South Park, Eel Brook Common et Parsons Green.

## Habitants célèbres
- Tal Benyerzi
- Florence Brudenell-Bruce
- William John Burchell
- Matthew Carrington
- (Évêque) Edmund Gibson
- Elliot Gleave (Example)
- Leslie Grantham
- Andy Hamilton
- Greg Hands
- Robert Lowth
- John Lydon
- Natascha McElhone
- Emily Maitlis
- William Frend de Morgan
- Daniel Radcliffe
- Granville Sharp
- William Archibald Spooner

## Jumelages
Depuis 1955 :
- Boulogne-Billancourt en France
- Anderlecht (Belgique), 100 000 habitants